# Владимирская улица (Кронштадт)
Влади́мирская у́лица — улица в Кронштадте. Пролегает севернее Гражданской улицы. Фактически состоит из двух раздельных магистралей: от улицы Зосимова до проспекта Ленина и от улицы Карла Маркса до Никольского переулка.
Суммарная длина магистралей — 700 метров. Нумерация домов осуществляется с востока на запад.
Улица названа в честь расположенного на ней храма во имя Владимирской иконы Божией Матери.

## История
Название известно с XVIII века; в «Справочной книге» 1916 года улица также упоминается как Владимирская; 2 ноября 1918 года была переименована в Красноармейскую. В 1993 году ей было возвращено историческое название.

## Примечательные здания

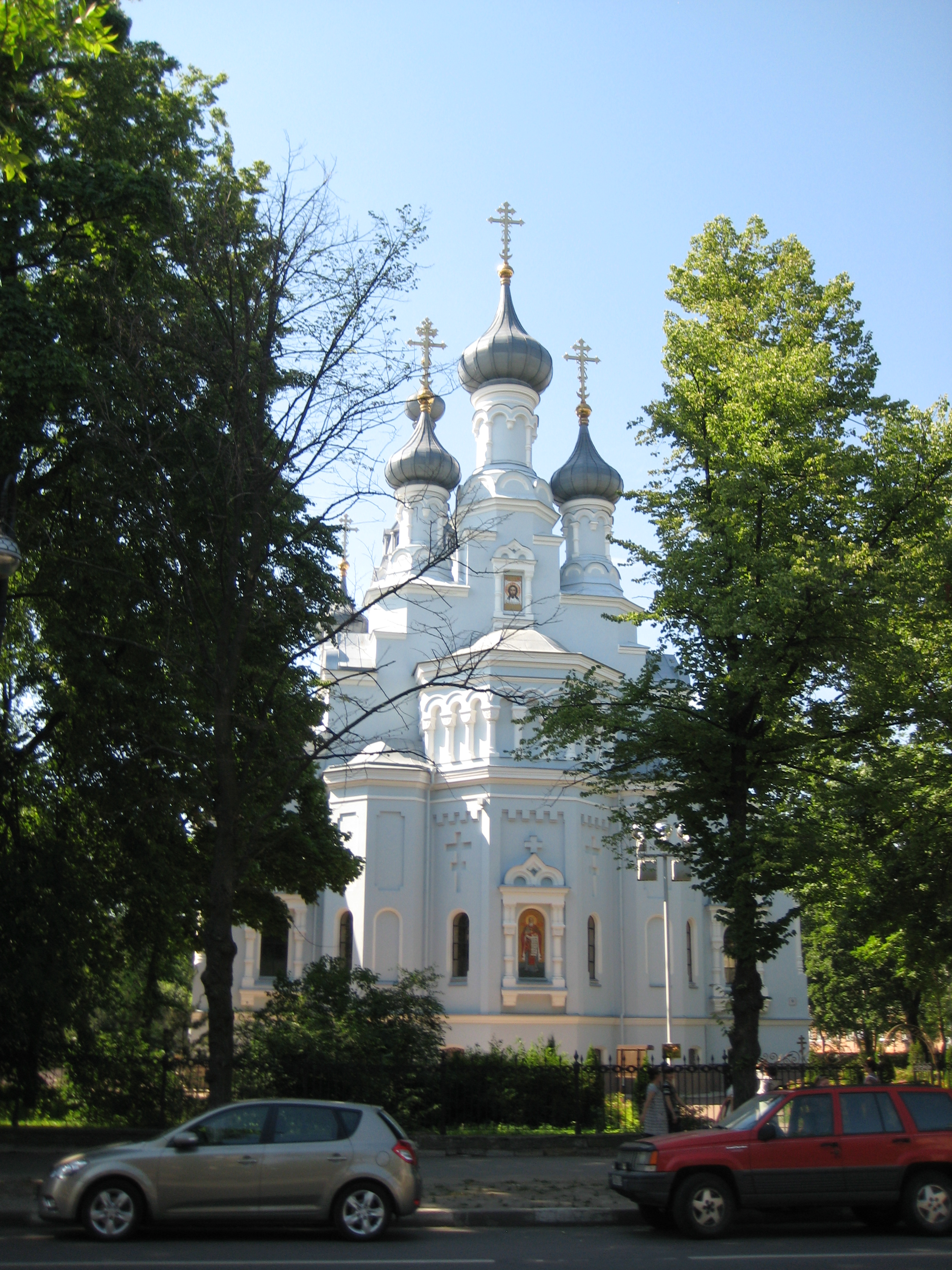
Владимирский собор

- Дом № 17/5 — историческое здание, датируется второй четвертью XIX века[6].
- Дом № 19 — исторический дом 1864 года постройки[6].
- Дом № 27 — жилой дом начала нач. XX в., в настоящее время здание занимает центр занятости населения г. Кронштадта[7].  7830020000
- Дом № 32 — Владимирский собор; сквер Владимирского собора; часовня при соборе.
- Дом № 32/1 — воскресная школа при Владимирском соборе[8].

## Пересечения
С востока на запад:
- Никольский переулок;
- Красный переулок;
- улица Карла Маркса;
- проспект Ленина;
- Посадская улица;
- улица Зосимова.

## Транспорт
Движение общественного транспорта по улице отсутствует. По близлежащим улицам проходят автобусные маршруты № 1Кр, 2Л, 101, 101Э, 175, 207, 215, 406.